# Telephony Application Programming Interface
Das Telephony Application Programming Interface (TAPI) ist eine Programmierschnittstelle für Telefonieanwendungen. Sie wurde 1993 von Microsoft und Intel eingeführt.
Die erste Version (1.3) erschien als optionale 16-Bit-Komponente für Windows 3.1. Ab Microsoft Windows 95 wurde TAPI fest im Windows-Betriebssystem verankert.
Anwendungen für TAPI sind zum Beispiel Softwaretelefonie, Videokonferenzprogramme oder Callcenter-Systeme. TAPI-Treiber sind auch in Verbindung mit ISDN-Telefonanlagen zur Konfiguration und Rufbehandlung mittels CTI gebräuchlich.
1999 wurde TAPI 3.0 veröffentlicht, um mit Windows 2000 IP-Telefonie zu ermöglichen, damit wurden sogenannte Media Streams eingeführt. Die Schnittstelle ist nicht mehr prozedural, sondern COM-orientiert.
Damit Anwendungen TAPI-Funktionen nutzen können, muss ein kompatibler TAPI-Treiber für den genutzten Telephony Service Provider (TSP) installiert sein. Dabei werden zwei Betriebsmodi unterstützt. Im First-Party-Modus besteht eine Direktverbindung zwischen dem Client und der Telefonanlage. Im Third-Party-Modus erfolgt die Kommunikation zwischen Client und Telefonanlage indirekt über einen TAPI-Server im Netzwerk.

## Telefonnummern
Die TAPI-Definitionen für die Speicherung von Telefonnummern hatten Einfluss auf die Schreibweise von Rufnummern. Grundsätzlich empfohlen ist die Angabe der globalen Rufnummer mit führendem Plus-Zeichen, wobei die Ortskennzahl immer in Klammern gesetzt wird. Die ISDN-Subadresse kann fallweise nach einem Vertikalstrich angefügt werden, gefolgt von einem Namenskommentar mit führendem Zirkumflex.
+Landeskennzahl (Ortskennzahl) Anschlussnummer | Subadresse ^ Anrufname CRLF
Zur weiteren Unterteilung dürfen Leerzeichen, Punkt und Strich [ .-] verwendet werden. Die Ortskennzahl wird regelmäßig mit Leerzeichen getrennt herausgehoben. Durchwahlen werden häufig mit Strich angegeben.
Darüber hinaus kennt die TAPI-Notation eine Reihe von funktionalen zusätzlichen Bestandteilen. Dabei bezeichnen ABCD*# die DTMF-Töne des Mehrfrequenzwahlverfahren. Das Komma [,] für eine kurze Pause hat Eingang in viele andere Notationen von Telefonnummern gefunden. Dieses Zeichen wie auch ! P T , W @ $ ? ; sind dabei aus dem AT-Befehlssatz übernommen worden.